# Artur Neiva
Artur Neiva (Salvador, 22 de março de 1880 – Rio de Janeiro, 6 de junho de 1943) foi um cientista, etnógrafo e político brasileiro. Artur Neiva é reconhecido internacionalmente por ter participado de entidades científicas no Brasil, Argentina e Estados Unidos; e deixou notáveis contribuições nos campos da ciência natural, etnografia, eugenia e linguística.

## Biografia
Iniciou seus estudos na Faculdade de Medicina da Bahia, primeira escola de medicina brasileira e atualmente uma unidade acadêmica da Universidade Federal da Bahia, e os concluiu em 1903 na Faculdade de Medicina do Rio de Janeiro, da qual tornou-se livre-docente em 1914.
No Rio de Janeiro, Artur foi aluno e discípulo de Oswaldo Cruz, com o qual trabalhou em 1906 no Instituto Soroterápico, atual Fundação Oswaldo Cruz, localizado na capital fluminense.
Como cientista, dedicou-se à profilaxia e entomologia médica, tornando-se afamado conhecedor dos barbeiros, insetos transmissores da doença de Chagas. Foi o primeiro a descrever uma espécie de barbeiro. Realizou diversas campanhas sanitárias e campanhas de profilaxia da malária.
Em 1912, na companhia de Belisário Penna, fez uma longa viagem científica percorrendo o norte da Bahia, sudeste de Pernambuco, sul do Piauí e norte e sul de Goiás.
Em 1915 e 1916, trabalhou juntamente ao governo da Argentina e, a partir de 1916, dirigiu o Serviço Sanitário de São Paulo, organizando o serviço de combate à sífilis. Elaborou o primeiro código sanitário do Brasil e restabeleceu a profilaxia do tracoma e a vacinação obrigatória. Nos anos seguintes, visitou vários países como pesquisador da Fundação Oswaldo Cruz.
Dirigiu o Museu Nacional da Quinta da Boa Vista entre 1923 e 1927, quando tornou-se diretor-superintendente do Instituto Biológico do Estado de São Paulo, cargo que ocupou até 1933 quando foi substituído por Henrique da Rocha Lima.
Logo após a Revolução de 1930 e a subida de Getúlio Vargas ao poder, o cientista foi convidado por João Alberto Lins de Barros, na época interventor federal em São Paulo, a assumir a Secretaria do Interior do Estado. Já em 1931, deixou o cargo para assumir o posto de interventor federal na Bahia, também sendo indicado por João Alberto. Durante seu tempo no governo baiano, criou o Instituto do Cacau, tentou desenvolver serviços sanitários, mas, sem sucesso, deixou a condução da política estadual e foi substituído por Juracy Magalhães.
Em 1933, passou a ser diretor do jornal carioca A Nação e foi eleito deputado federal pelo Partido Social Democrático (PSD) da Bahia.
Participou da Assembleia Nacional Constituinte de 1933, quando, juntamente com os médicos Miguel Couto (eleito pelo então Distrito Federal) e Antônio Xavier de Oliveira (eleito pelo Ceará), defendeu "teses científicas" de darwinismo social e de eugenia racial, que propunham a necessidade do "branqueamento" da população brasileira e pediam o fim da imigração dos degenerados "aborígenes nipões" (japoneses).
No ano seguinte, em 1934, renovou seu mandato na Câmara e o exerceu até o final de 1937, quando ocorreu o Golpe de 1937, que instaurou o Estado Novo e fechou todas as casas legislativas do Brasil.